# Багхпат (округ)
Багхпат (хинди बागपत जिला, англ. Baghpat) — округ в индийском штате Уттар-Прадеш. Административный центр — город Багхпат. Площадь округа — 1321 км².
По данным переписи 2011 года население округа составляет 1 302 156 человек. Прирост населения за период с 2001 по 2011 года составил 11,87 %. На 1000 мужчин приходится 858 женщин. Уровень грамотности населения — 73,54 %.
По данным прошлой переписи 2001 года население насчитывало 1 163 991 человек. Уровень грамотности взрослого населения составлял 64,24 %, что было выше среднеиндийского уровня (59,5 %).